# يوي أوهاشي
يوي أوهاشي (اليابانية: 大橋 悠 依 ، هيبورن: أوهاشي يوي ، من مواليد 18 أكتوبر 1995) سباحة يابانية متخصصة في سباق السباحة المتنوعة، أصبحت أول سباحة يابانية تغطس تحت حاجز 2:08 في حدث فردي متنوع 200 متر سيدات في بطولة العالم للألعاب المائية 2017، وحصلت على الميدالية الفضية وسجل وطني قدره 2: 07.91.  تأهل أوهاشي لتمثيل اليابان في دورة الألعاب الأولمبية الصيفية 2020. وفازت بالذهبية الثانية لليابان في دورة الألعاب الأولمبية الصيفية 2020 ، وفازت بسباق 400 متر فردي متنوع للسيدات. كما فازت بالميدالية الذهبية في سباق 200 م فردي متنوع سيدات.